# بوی‌کندیل
بوی‌کندیل (به لاتین: Boykəndil) یک منطقه مسکونی در جمهوری آذربایجان است که در شهرستان لریک واقع شده‌است. بوی‌کندیل ۲۲۶ نفر جمعیت دارد.

## ریشه واژه
بویکن یا بویگان به‌معنی صورت و دیل یا دول در زبان تالشی به‌معنی گودی، حفره یک مکان ژرف و عمیق یا دره است و بوی‌کندیل یعنی دره صورت.